# Барт, Соломон
Соломон Барт (обычно публиковался за подписью С. Барт, настоящее имя Соломон Веньяминович Копельман; 1886 — 13 августа 1941, Варшава) — русский поэт, принадлежавший к первой волне русской эмиграции в Польше. Наследие Барта было заново открыто в начале XXI века.

## Биография
Происходил из состоятельной семьи. Дед — петербургский купец первой гильдии Илья Наумович (Эля Нохимович) Копельман (1826, Василишки, Лидский уезд, Гродненская губерния — 1914, Варшава), литератор и просветитель, автор книг «Das Licht des Evangeliums» (1895) об отношении христианства к иудаизму и «אנן תושיה» с критическим анализом отдельных галахических и агадических материалов; управлял торговой фирмой «Э. Н. Копельман с сыновьями», занимавшейся торговлей ячменём и маслом; жил с семьёй на Измайловском проспекте, дом № 22. Отец — Бениамин Эльевич (Вениамин Ильич) Копельман (1851, Василишки, Лидский уезд, Виленская губерния — 9 апреля 1938, Варшава), мать — Лида (Люба) Копельман (урождённая Гельфанд, 1861 — 18 октября 1935, Варшава). У него были брат Исаак (1884) и сестра Берта (погибла с семьёй в гетто). Двоюродный брат — издатель Соломон Юльевич Копельман.
С детства был инвалидом. По свидетельству Г. Иванова, финансировал первый выпуск сборника «Альманахи стихов, выходящие в Петрограде» (1915) с участием А. Ахматовой, А. Блока, М. Кузмина и других, в котором впервые напечатал и свои собственные стихи. В конце 1917 года выпустил дебютный сборник стихотворений «Флоридеи» (единственный экземпляр сохранился в коллекции библиографа Л. М. Турчинского). Впоследствии о своих ранних стихах предпочитал не упоминать.
Эмигрировал в 1918 году в Варшаву (где уже жили семья сестры и родители) и до 1930-х годов в литературной жизни русской диаспоры участия не принимал. В 1931 году ненадолго сблизился с поэтом Львом Гомолицким, активным организатором литературной жизни русской Варшавы, стал участником кружка «Литературное Содружество», начал активно печатать стихи, прозу и статьи в газетах «За Свободу!», «Молва» и «Меч». Выпустил пять сборников стихотворений — «Стихи» (1933), «Камни… Тени…» (1934), «Душа в иносказаньи» (1935), «Письмена» (1936), «Ворошители соломы» (1939) (тираж последнего практически полностью погиб во время войны). В Варшаве жил с семьёй сестры по адресу ул. Монюшки, дом 17, кв. 4.
Творчество Барта привлекало внимание авторитетных критиков (Г. Адамович), заслужило сочувственный отзыв Ю. Тувима. Критики отмечали «странность» стихотворений Барта, в которых при не всегда безупречной форме просматривается подлинное вдохновение и глубинный смысл. Как о «настоящем поэте» отзывался о нём В. Мансветов. При этом практически всю жизнь Барт прожил вне литературного круга, не зная, сможет ли его голос вызвать сколько-нибудь значительный резонанс.
В октябре 1940 года Барт вместе с другими евреями города был интернирован в Варшавское гетто. Последние письма из гетто, адресованные Дмитрию Гессену, помимо последних стихотворений поэта содержат описания его тяжёлого физического и душевного состояния, усугубляемого постоянным чувством голода. Умер от истощения в варшавском гетто 13 августа 1941 года. Похоронен на Еврейском кладбище.
Впервые стихотворное наследие Барта было собрано и издано в Стэнфорде в 2002 году. Наиболее полное издание (включая прозу, литературную критику и письма) вышло в 2008 году в России в издательстве «Водолей».

## Издания
- Барт Соломон. Собрание стихотворений / Сост. и вступ. ст. Д. С. Гессена; под общ. ред. Л. Флейшмана. — Stanford, 2002. — 222 с. — (Stanford Slavic Studies. Vol. 24)
- Барт С. Стихотворения. 1915—1940. Проза. Письма. / Издание подготовили Д. С. Гессен и Л. С. Флейшман. — Москва: Водолей Publishers, 2008. — 336 c. — (Серия «Серебряный век. Паралипоменон»)